# Antigraviator
Antigraviator est un jeu vidéo de course anti-gravité développé par Cybernetic Walrus et édité par Iceberg Interactive en 2018 pour Windows PC.

## Trame
Antigraviator est décrit comme un avenir proche où la course est devenue très populaire en raison des avancées scientifiques en matière d'anti-gravité et de terraformation. À la suite de ces technologies, le tournoi Antigraviator est né. Les véhicules anti-gravité utilisés dans ce tournoi sont appelés « Gravs »,.

## Système de jeu
Antigraviator est un jeu de course rappelant Wipeout et F-Zero, auquel le jeu a été comparé,,. Le jeu a un mode solo et un mode multijoueur qui prend en charge jusqu'à huit pilotes,. Le jeu ne comporte aucune limite de vitesse, par conséquent, ce jeu est "le plus rapide jamais créé,".

## Accueil
Selon l'agrégateur d'avis Metacritic de CBS Interactive, le jeu a reçu des « avis mitigés ou moyens », la note moyenne étant de 65/100.